# کفالایا
کفالایا نام کتابی منسوب به مانی است که در آن اصول شریعت مانوی تشریح شده است.این کتاب که همیشه از آثار مانی شمرده نمی شود بخش‌هایی از خاطرات مانی در زمان شاپور ساسانی را در بردارد و جملاتی از مانی نقل شده که ملاقات او با شاپور یکم را توصیف می‌کند.متن اصلی کتاب به زبان سریانی بوده که امروزه تنها ترجمه قبطی و بخش‌هایی از ترجمه فارسی میانه آن در دست است.
متن قبطی کفالایا متنی است که به اصول و مبانی فلسفی اندیشه مانی موشکافانه‌تر از دیگر متون مانوی، توجه می‌شود. این متن حاوی کلمات یونانی فراوانی است که گاه می‌توان معادلی در ادبیات مانوی شرقی برایشان جست اما هستند واژگانی که هم‌وزنی در متون مانوی شرقی ندارند از این جمله باید به «نوس» اشاره کرد.

## منبع
1. ↑  بررسی شریعت مانوی از منظر کفالایا
2. ↑  قانعی, مریم (2022-09-23). "کارکرد و مفهوم نوس در کفالایای قبطی نسخۀ برلین". Ancient Iranian Studies. 1 (3): 69–83. doi:10.22034/ais.2022.336547.1013. ISSN 2821-2215.